# La Madeleine
La Madeleine – miejscowość i gmina we Francji, w regionie Hauts-de-France, w departamencie Nord.
Według danych na rok 1990 gminę zamieszkiwało 21 601 osób, a gęstość zaludnienia wynosiła 7606 osób/km² (wśród 1549 gmin regionu Nord-Pas-de-Calais Madeleine plasuje się na 27. miejscu pod względem liczby ludności, natomiast pod względem powierzchni na miejscu 853.).

## Współpraca
- Kaarst, Niemcy